# Franck Pajonkowski
Franck Pajonkowski (né le 21 janvier 1964 à Douai en France) est un joueur professionnel français de hockey sur glace.
Il fut un des meilleurs hockeyeurs français dans des années 1985-2000 et était membre de l'Équipe de France.
Aujourd'hui, il est responsable du service « Abo+ » des Dragons de Rouen, service d'abonnement pour les entreprises.

## Carrière en club
Il commence sa carrière junior en 1981 en Amérique du Nord dans la Ligue de hockey junior majeur du Québec pour les Cataractes de Shawinigan. Il reste un an et demi dans l'équipe avant de rejoindre la franchise des Saguenéens de Chicoutimi.
Il quitte ensuite l'Amérique du Nord pour revenir jouer dans son pays au sein des Boucs de Megève avec lequel il gagne un trophée Charles-Ramsay en 1985.
En 1985, il rejoint pour deux saisons les Français Volants puis il signe en 1987 avec l'équipe de Rouen. En 1990, il aide en compagnie de joueurs comme Petri Ylönen, Denis Perez, Benoît Laporte ou encore Guy Fournier l'équipe normande à remporter son premier championnat et la Coupe Magnus.
Au total, il remporte six fois la coupe Magnus et quatre trophées Charles Ramsay (1991, 1994, 1996 et 1997).
Il détient le record de trophées Charles-Ramsay pour un seul joueur et est le meilleur pointeur de l'histoire des Dragons. Après la saison 2001-2002, il est devenu entraîneur des Dragons à la suite de Guy Fournier et par la suite ils occupent tous les deux le poste d'entraîneur. Il gagne sa première coupe Magnus en tant qu'entraîneur dès 2003.
En 2006, il est remplacé dans ses fonctions par Alain Vogin, entraîneur des équipes de jeunes de Rouen, et il s'occupe aujourd'hui des relations du club avec les abonnements des industries rouennaises. Par la suite, il devient gérant du restaurant Le dragon gourmand.

## Statistiques

### En club
| Saison    | Équipe                    | Ligue          |    | Saison régulière | Saison régulière | Saison régulière | Saison régulière | Saison régulière |    | Séries éliminatoires | Séries éliminatoires | Séries éliminatoires | Séries éliminatoires | Séries éliminatoires |
| Saison    | Équipe                    | Ligue          | PJ | B                | A                | Pts              | Pun              | PJ               | B  | A                    | Pts                  | Pun                  |                      |                      |
| 1981-1982 | Cataractes de Shawinigan  | LHJMQ          | 40 | 9                | 14               | 23               | 43               |                  |    |                      |                      |                      |                      |                      |
| 1982-1983 | Cataractes de Shawinigan  | LHJMQ          | 33 | 18               | 30               | 48               | 33               |                  |    |                      |                      |                      |                      |                      |
| 1982-1983 | Saguenéens de Chicoutimi  | LHJMQ          | 31 | 8                | 19               | 27               | 27               | 5                | 4  | 2                    | 6                    | 16                   |                      |                      |
| 1983-1984 | Boucs de Megève           | France         |    | 34               | 23               | 57               |                  |                  |    |                      |                      |                      |                      |                      |
| 1984-1985 | Boucs de Megève           | France         |    | 42               | 42               | 84               |                  |                  |    |                      |                      |                      |                      |                      |
| 1985-1986 | Français Volants de Paris | France         |    | 45               | 41               | 86               |                  |                  |    |                      |                      |                      |                      |                      |
| 1986-1987 | Français Volants de Paris | France         |    | 29               | 48               | 77               |                  |                  |    |                      |                      |                      |                      |                      |
| 1987-1988 | Dragons de Rouen          | France         |    | 32               | 34               | 66               |                  |                  |    |                      |                      |                      |                      |                      |
| 1988-1989 | Dragons de Rouen          | France         | 34 | 55               | 38               | 93               | 59               |                  |    |                      |                      |                      |                      |                      |
| 1989-1990 | Dragons de Rouen          | France         | 40 | 44               | 43               | 87               | 42               |                  |    |                      |                      |                      |                      |                      |
| 1990-1991 | Dragons de Rouen          | Coupe d'Europe |    |                  |                  |                  |                  |                  |    |                      |                      |                      |                      |                      |
| 1990-1991 | Dragons de Rouen          | France         | 28 | 28               | 42               | 70               | 46               | 9                | 10 | 8                    | 18                   | 12                   |                      |                      |
| 1991-1992 | Dragons de Rouen          | Coupe d'Europe |    |                  |                  |                  |                  |                  |    |                      |                      |                      |                      |                      |
| 1991-1992 | Dragons de Rouen          | France         | 31 | 44               | 26               | 70               | 50               |                  |    |                      |                      |                      |                      |                      |
| 1992-1993 | Dragons de Rouen          | Coupe d'Europe |    |                  |                  |                  |                  |                  |    |                      |                      |                      |                      |                      |
| 1992-1993 | Dragons de Rouen          | France         | 26 | 21               | 37               | 58               | 40               |                  |    |                      |                      |                      |                      |                      |
| 1993-1994 | Dragons de Rouen          | Coupe d'Europe |    |                  |                  |                  |                  |                  |    |                      |                      |                      |                      |                      |
| 1993-1994 | Dragons de Rouen          | France         | 19 | 37               | 33               | 70               | 16               | 11               | 13 | 21                   | 34                   | 26                   |                      |                      |
| 1994-1995 | Dragons de Rouen          | Coupe d'Europe |    |                  |                  |                  |                  |                  |    |                      |                      |                      |                      |                      |
| 1994-1995 | Dragons de Rouen          | France         | 20 | 11               | 20               | 31               | 34               | 9                | 9  | 12                   | 21                   | 8                    |                      |                      |
| 1995-1996 | Dragons de Rouen          | Coupe d'Europe |    |                  |                  |                  |                  |                  |    |                      |                      |                      |                      |                      |
| 1995-1996 | Dragons de Rouen          | France         | 23 | 31               | 17               | 48               | 36               | 6                | 6  | 3                    | 9                    | 10                   |                      |                      |
| 1996-1997 | Dragons de Rouen          | Coupe d'Europe | 5  | 1                | 4                | 5                | 6                |                  |    |                      |                      |                      |                      |                      |
| 1996-1997 | Dragons de Rouen          | France         | 31 | 29               | 37               | 66               | 91               | 11               | 9  | 2                    | 11                   | 20                   |                      |                      |
| 1997-1998 | Dragons de Rouen          | France         | 46 | 36               | 47               | 83               | 122              |                  |    |                      |                      |                      |                      |                      |
| 1998-1999 | Dragons de Rouen          | France         | 34 | 24               | 24               | 48               | 62               |                  |    |                      |                      |                      |                      |                      |
| 1999-2000 | Dragons de Rouen          | France         | 39 | 18               | 33               | 51               | 53               |                  |    |                      |                      |                      |                      |                      |
| 2000-2001 | Dragons de Rouen          | France         |    | 13               | 16               | 29               | 55               |                  |    |                      |                      |                      |                      |                      |
| 2001-2002 | Dragons de Rouen          | France         | 29 | 10               | 22               | 32               | 71               |                  |    |                      |                      |                      |                      |                      |
| 2002-2003 | Dragons de Rouen          | France         | 4  | 2                | 4                | 6                | 6                |                  |    |                      |                      |                      |                      |                      |
| 2003-2004 | Dragons de Rouen          | France         | 1  | 0                | 0                | 0                | 2                |                  |    |                      |                      |                      |                      |                      |

### En équipe nationale
Ces statistiques ne prennent pas en compte les matchs amicaux.
| Année | Compétition            |   | PJ | B | A | Pts | Pun |  | Résultat |
| 1987  | Championnat du monde B | 7 | 4  | 3 | 7 | 14  | 4e  |  |          |
| 1988  | Jeux olympiques        |   |    |   |   |     | 11e |  |          |
| 1993  | Championnat du monde   | 5 | 2  | 0 | 2 | 24  | 10e |  |          |
| 1994  | Jeux olympiques        | 7 | 2  | 1 | 3 | 16  | 10e |  |          |
| 1994  | Championnat du monde   | 5 | 1  | 1 | 2 | 18  | 10e |  |          |
| 1995  | Championnat du monde   | 6 | 1  | 1 | 2 | 6   | 8e  |  |          |
| 1996  | Championnat du monde   | 4 | 0  | 0 | 0 | 2   | 11e |  |          |